# Ophion annulatus
Ophion annulatus là một loài tò vò trong họ Ichneumonidae.